# Katedra św. Matki Teresy z Kalkuty w Prisztinie
Katedra Świętej Matki Teresy z Kalkuty (alb. Katedralja Nënë Tereza në Prishtinë, serb. Катедрала Мајке Терезе у Приштини) – katedra rzymskokatolicka znajdująca się w Prisztinie, stolicy Kosowa. W 2007 rząd Kosowa zaakceptował plany budynku. Budowa kościoła została oficjalne ogłoszona przez ówczesnego prezydenta Kosowa, Ibrahima Rugovę, który był muzułmaninem. Kościół jest pod wezwaniem św. Matki Teresy z Kalkuty.
Po ukończeniu budowy katedry diecezja obejmująca Kosowo została przeniesiona z Prizrenu do Prisztiny. Katedra jest jedną z najwyższych budowli Prisztiny.
Budowa katedry została ukończona w 2017 roku, a konsekracji świątyni przewodniczył kard. Ernest Simoni 5 września 2017 roku. 